# Paul Soleillet
Paul Soleillet, né le 29 avril 1842 à Nîmes et mort le 10 septembre 1886 à Aden, est un explorateur amateur français de l’Afrique. Issu d'une famille bourgeoise, il se passionne dès son jeune âge pour les récits de voyages et les terres inconnues. Influencé par les aventures de Mungo Park et de René Caillié, il consacre sa vie à explorer les régions les plus reculées du continent africain.
Sollicité par le gouvernement pour explorer de nouvelles routes commerciales et affirmer l'influence française en Afrique, il entreprend de nombreuses missions. L'une de ses ambitions est de cartographier et d'explorer de vastes régions du Sahara et du Soudan, afin de mieux comprendre leurs ressources naturelles et leurs potentialités économiques. Cependant, les difficultés liées à la nature hostile du désert, aux conflits entre les tribus nomades et aux maladies tropicales rendent la réalisation de ces ambitions extrêmement complexe.
Sa mort prématurée à Aden, alors qu'il est en mission pour le compte du gouvernement français, met un terme à sa carrière. Ses successeurs ne sont pas tendres avec lui et le qualifient d'« utopiste attardé » dont les récits de voyage s'avèrent inexploitables.

## Biographie
Parent du compositeur Della-Maria, Paul Soleillet a fait ses études au collège Saint-Joseph d’Avignon, se plongeant dans les livres de Mungo Park et de René Caillié.
Après la mort de sa femme après moins d’un an de mariage, il tente, sans succès de s’enrôler comme volontaire, lors de l’insurrection polonaise de 1863. Uniquement préoccupé de géographie et de voyages, il entre néanmoins dans l’administration des Contributions indirectes, comme son père, mais démissionne bientôt, ce travail ne correspondant pas à son penchant pour les lointains voyages.
Il part pour l’Algérie et la Tunisie qu’il parcourt inlassablement, apprenant l’arabe, étudiant le Coran, se familiarisant avec les mœurs, les coutumes, la civilisation des peuples qu’il visite. Se trouvant à Tunis lors de l’épidémie de choléra de 1867, mais refuse de retourner en France. Il fonde des ambulances et prodigue des soins. Le premier à avoir proposé de remplacer le lest par de l’air comprimé, il a envoyé, en 1868, un projet de ballon qu’il appelait un « aéroscaphe » à une exposition aéorostatique de Londres puis, plus tard, une note envoyée à l’Académie des Sciences.
Trois ans plus tard, à l’annonce de la guerre de 1870, il interrompt ses voyages et débarque à Marseille afin de s’engager comme simple soldat au 91e de ligne et passe dans le 33e d’infanterie de marche. Il combat à la bataille de Coulmiers, où il passe caporal, et fait toute la campagne de la Loire.
La guerre finie, il repart pour l’Afrique dans la pensée de réunir le Sénégal à l’Algérie, après avoir réussi à se faire missionner par le ministre. pour explorer, en 1872-1873, les régions du Sahara algérien, où jamais un Européen ne s’était encore véritablement aventuré. Vivant du strict minimum et adoptant les coutumes du pays, il gagne l’amitié de tous ceux qu’il rencontre, qui le reçoivent et le traitent comme un des leurs. En 1873-1874, sous le patronage du député Warnier d’Alger, et du général Mircher (en), il fait, pour le compte de la Chambre de commerce d’Alger, l’exploration d’Alger à In Salah. Parti avec une faible escorte de quatre hommes sur une route peu sûre, il parvient finalement à ouvrir de nouvelles voies commerciales et ramène dans Alger une caravane du Touat.
De 1874 à 1878, il consacre son temps à donner des conférences en Europe. Reparti au mois de mars 1878 pour l’Afrique comme rédacteur du Moniteur universel et délégué de la Société des Études Coloniales et Maritimes, il soutient ardemment l’idée d’une ligne de chemin de fer transsaharien, dont le tracé d’Alger à Tombouctou, puis à Dakar, devait créer une route intercontinentale entre l’Amérique du Sud et la Méditerranée.
De 1878 à 1880, il visite le Sénégal, essayant de rallier, à la demande du gouverneur du Sénégal, en 1878-1879, Tombouctou, dans le but de recueillir des informations sur le potentiel économique du Soudan occidental et les perspectives d’expansion de la France. Parti de Saint-Louis du Sénégal, le 17 avril 1878, avec l’intention d’atteindre Tombouctou et de revenir en Algérie par le Sahara, il est obligé de rebrousser chemin à Ségou-Sikoro. Il en profitera néanmoins pour recueillir différentes espèces d’insectes de la région qui ont fait l’objet d’une publication par Jules René Bourguignat.
Envoyé par une société commerciale en Éthiopie en 1881, il réussit, en 1882, là où tous ses prédécesseurs avaient échoué, en ouvrant une nouvelle route commerciale reliant Obock au centre du pays, le Choa, dont le roi Ménélik a toujours écouté les avis des Européens qui sont passés à sa cour[pas clair]. En 1882, il fait construire à Obock une tour destinée à servir à la fois de poste d’observation et d’abri en cas d’attaques. La même année, il visite Kaffa puis se rend à Aden où il succombe à une crise cardiaque en pleine rue, alors qu’il préparait une expédition de livraison de fusils au Choa en association avec Arthur Rimbaud.
Ses rapports de voyage ont été jugés sans valeur par Henri Duveyrier, et inexploitables par Augustin Bernard et Napoléon Lacroix (d) . Pour Adolphe Duponchel, « Soleillet voit plutôt le fait du voyage en lui-même que l’utilité des renseignements qu’il pourrait en rapporter. » Geneviève Désiré-Vuillemin (d)  est même allée jusqu’à l’accuser indument de détournement de fonds. Jacques Valette voit plutôt en lui un héros national fabriqué par les négociants, militaires et politiques pour faire accepter à l’opinion publique de son temps la dépense des projets d’expansion de la France en Afrique.

## Photographies

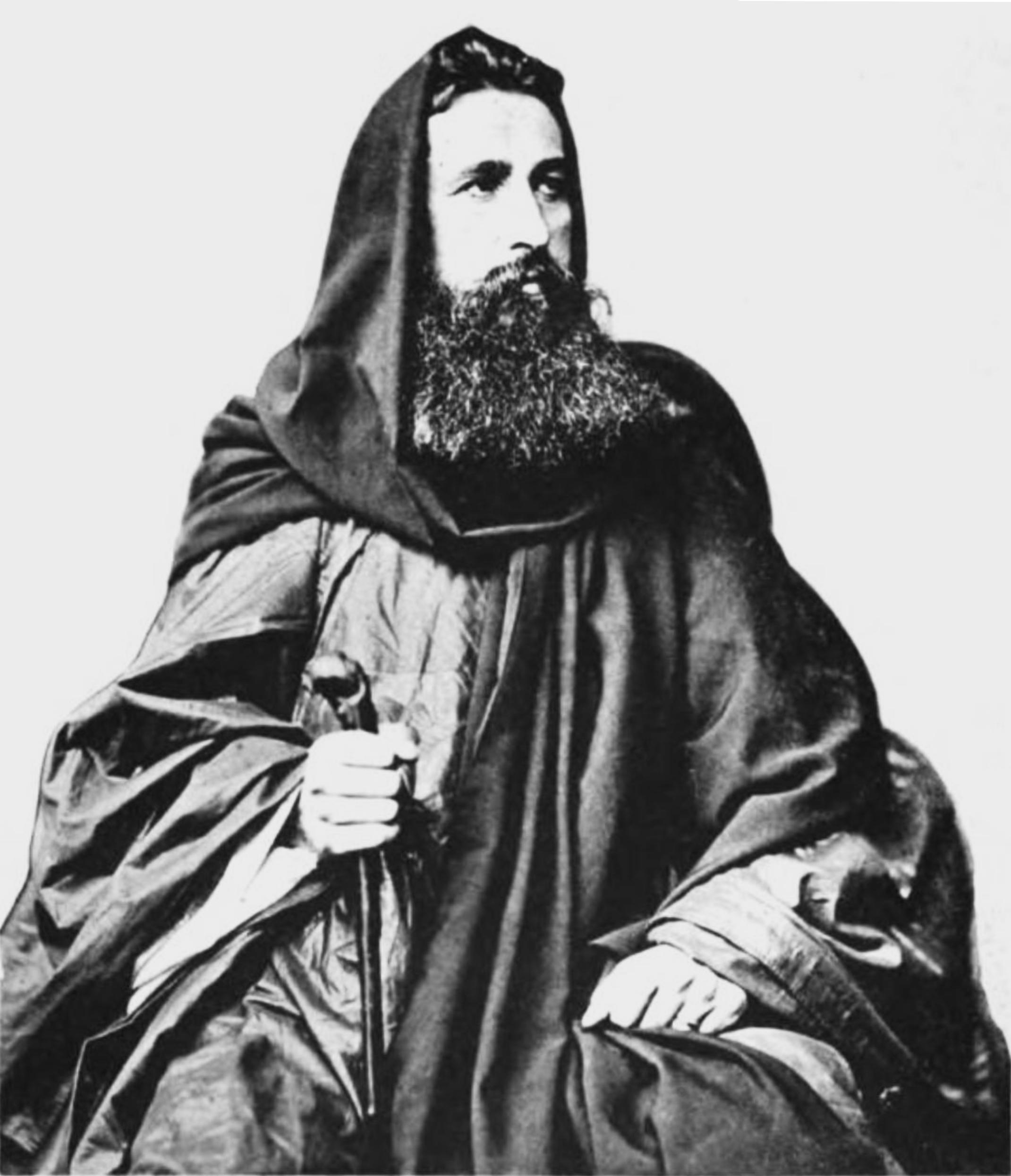
Gravure en frontispice de Voyage à Ségou.
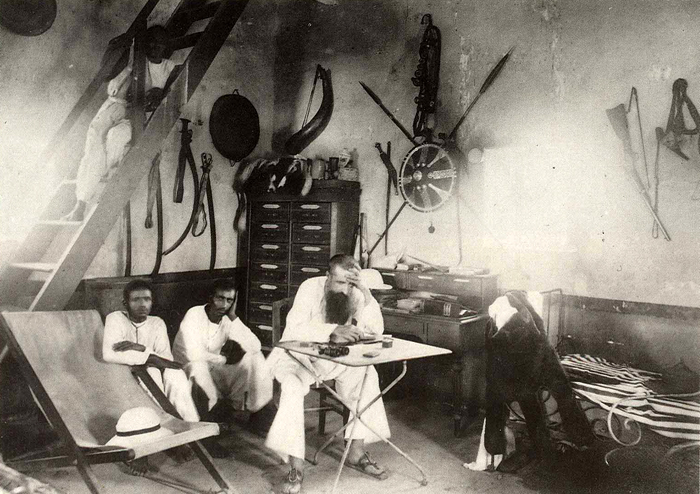
Paul Soleillet à Obock en 1884.
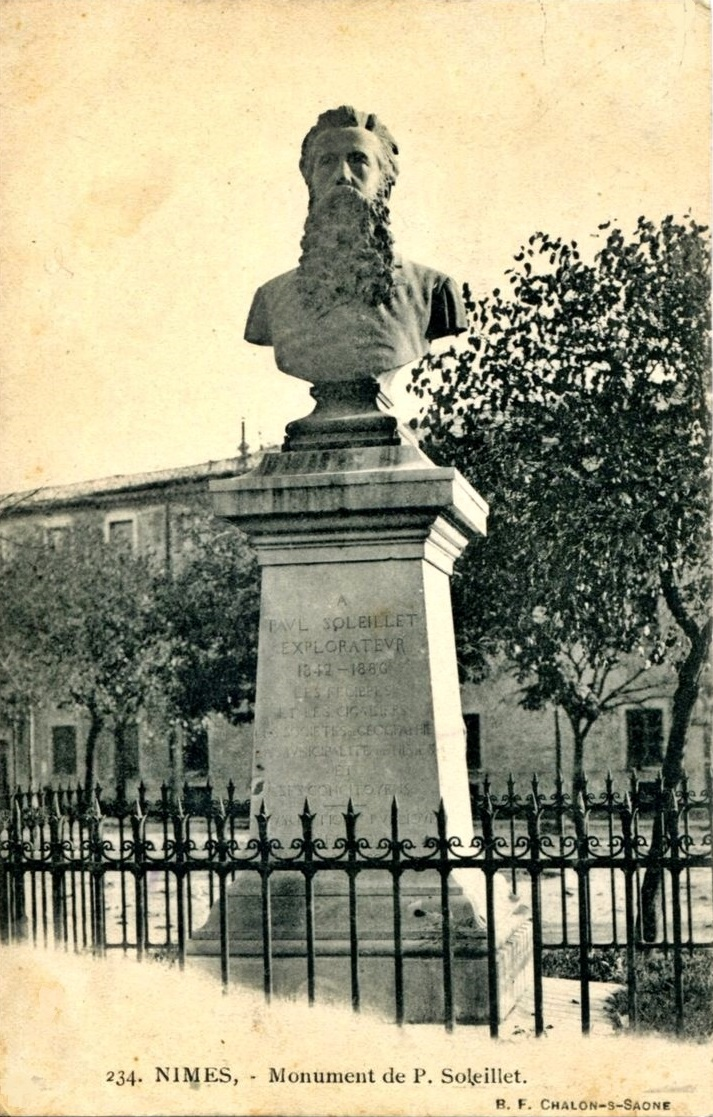
Buste de Soleillet à Nîmes.
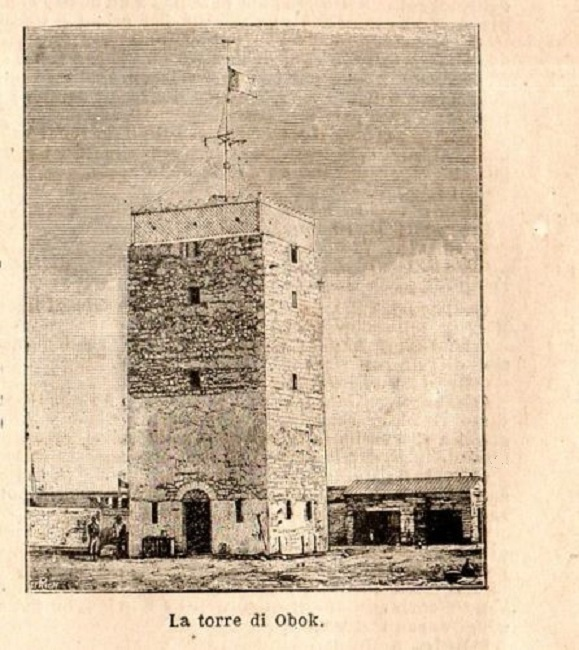
La tour Soleillet vers 1884.

## Publications
- Exploration du Sahara central : voyage de Paul Soleillet d’Alger à l’oasis d’In-Çalah (rapport présenté à la Chambre de commerce d’Alger), Paris, A. Jourdan, 1874, 142 p., 1 vol. in-4º (OCLC 79051813, lire en ligne sur Gallica).
- Exploration du Sahara central : avenir de la France en Afrique, Paris, Challamel aîné, 1876, vii-106, in-8o (OCLC 763856192, lire en ligne sur Gallica).
- Chemin de fer d’Alger à St-Louis-du-Sénégal par Tombouctou : conférence de M. Paul Soleillet au Cercle rouennais de la Ligue de l’enseignement (3 janvier 1876), Rouen, L. Brière, 1876, 13 p., in-16 (OCLC 921739355, lire en ligne sur Gallica).
- Les Voyages et découvertes de Paul Soleillet dans le Sahara et dans le Soudan en vue d’un projet d’un chemin de fer transsaharien : racontés par lui-même, rédigés sur ses mémoires, notes et carnets de voyage et sténographiés sur ses conversations (préf. E. Levasseur), Paris, M. Dreyfous, 1881, xxxvi, 240 (OCLC 1194268081, lire en ligne sur Gallica).
- Voyages en Éthiopie (janvier 1882-octobre 1884) : notes, lettres & documents divers, Rouen, Espérance Cagniard, 1886, 347 p., 3 pl., 2 l. ; 27 cm (OCLC .1391747983, lire en ligne)
- Mollusques terrestres et fluviatiles recueillis par M. Paul Soleillet dans son voyage au Choa (Éthiopie méridionale), Jules René Bourguignat, éd. Paris, Gide et J. Baudry, 1853, 48 p., pl. : ill. ; 24 cm (OCLC 7391888471, lire en ligne sur Gallica).
- Voyage à Ségou, 1878-1879 : rédigé, d’après les notes et journaux de voyage de Soleillet, Gabriel Gravier, éd., Paris, Challamel aîné, 1887, xvii-513, 1 vol. carte, plan ; in-8o (OCLC 763881278, lire en ligne sur Gallica).